# Shortbus - Dove tutto è permesso
Shortbus - Dove tutto è permesso (Shortbus) è un film del 2006 scritto e diretto da John Cameron Mitchell.

## Trama
New York dopo l'11 settembre. Sofia è una sessuologa totalmente inappagata sessualmente, che finge costantemente di essere soddisfatta durante i rapporti sessuali con suo marito Rob. James e Jamie sono una coppia gay in crisi, uno dei quali aspira al suicidio. Severin è una ragazza sola e complessata, che si prostituisce nel ruolo di femmina dominatrice al servizio di improbabili clienti masochisti, in incontri che si svolgono in un appartamento di fronte a Ground Zero. I personaggi convergono incontrandosi allo Shortbus, locale fuori dalle convenzioni, dove si mescolano sesso, arte e politica, ideato alla fine degli anni sessanta e gestito dalla drag queen Justin Bond.

## Colonna sonora
La colonna sonora del film è stata realizzata da Scott Matthew, che compare in alcune scene del film sul palco dello Shortbus.

## Promozione
(Tagline del film)

## Distribuzione
Il film è stato presentato fuori concorso al 59º Festival di Cannes.